# Grotea gracillea
Grotea gracillea là một loài tò vò trong họ Ichneumonidae.